# 愛より強く
『愛より強く』（あいよりつよく、Gegen die Wand）は、2004年のドイツ・トルコのドラマ映画。トルコ系ドイツ人のファティ・アキン監督がハンブルクとイスタンブールを舞台に描いた人間ドラマ。出演はビロル・ユーネル、シベル・ケキリなど。ファティ・アキン監督の「愛、死、悪に関する三部作」の第1作である。
第54回ベルリン国際映画祭金熊賞やヨーロッパ映画賞作品賞を受賞。

## ストーリー
トルコ系ドイツ人のジャイトは40代で妻を亡くした絶望から、コカインとアルコールに溺れる日々を送っていた。とうとう自殺を図るが未遂で終わり、ある精神病院に収容される。彼はそこで、同じく自殺を図ったトルコ系ドイツ人の若い女性シベルと知り合う。彼女は保守的な家族から逃れるために自殺したふりをしたのだったが、それで逃れられるわけではなく、病院で出会ったジャイドに偽装結婚してくれと話を持ちかける。初めジャイドは断ったが最終的には合意し、二人は結婚、1つのアパートで全く別々の生活を送り始める。
　

## キャスト
- ジャイト・トムルク: ビロル・ユーネル
- シベル・グネル: シベル・ケキリ
- マレン: カトリン・シュトリーベック（ドイツ語版）
- ゼルマ: メルテム・クンブル（トルコ語版） - シベルの姉。
- セレフ: グヴェン・キラック（トルコ語版）

## 主な受賞等
- 第54回ベルリン国際映画祭：作品賞（金熊賞）受賞（ファティ・アキン）[2]
- ヨーロッパ映画賞：作品賞受賞（ファティ・アキン）、監督賞ノミネート、男優賞ノミネート（ビロル・ユーネル）、女優賞ノミネート（シベル・ケキリ）、脚本賞ノミネート、観客賞（監督賞）受賞（ファティ・アキン）[2]
- 全米批評家協会賞：外国語映画賞受賞[2]

## 関連作品
- そして、私たちは愛に帰る……「愛、死、悪に関する三部作」の第2作。
- 消えた声が、その名を呼ぶ……「愛、死、悪に関する三部作」の最終作。